# Flotta Stellare
Nell'universo della serie televisiva di fantascienza Star Trek, la Flotta Stellare, talvolta chiamata Flotta Astrale (Starfleet), è la componente militare della Federazione Unita dei Pianeti. Al compito di difesa dello spazio federale, la Flotta affianca missioni di ricerca scientifica, diplomatiche e di esplorazione della galassia.
Formata parecchi decenni prima della Federazione stessa, Flotta Stellare, con sede a San Francisco, era originariamente l'organizzazione militare spaziale del governo della Terra unita e fu responsabile del lancio della prima nave stellare umana capace di raggiungere velocità di curvatura 5, l'Enterprise (NX-01). Si suppone che la Flotta Stellare della Terra sia divenuta in seguito quella della Federazione, in seguito all'unione con le forze degli altri fondatori, i Vulcaniani, i Tellariti e gli Andoriani.

## Struttura della Flotta Stellare
Come mostrato in vari episodi di Star Trek, molti edifici del quartier generale sono concentrati appena a est del Golden Gate Bridge nella zona detta Presidio dell'attuale San Francisco, un parco sulla punta nord della penisola di San Francisco. La Flotta Stellare al suo interno è suddivisa in numerose organizzazioni, e precisamente:
- Accademia della Flotta Stellare
- Corpo ingegneri della Flotta Stellare
- Comando della Flotta Stellare
- Servizio segreto della Flotta Stellare
- Divisione medica della Flotta Stellare
- Divisione sicurezza della Flotta Stellare
- Divisione tattica della Flotta Stellare
- Corte marziale della Flotta Stellare

Benché nella Flotta Stellare convivano numerose specie umanoidi, negli episodi iniziali Umani e Vulcaniani, due dei quattro fondatori della federazione (gli altri due sono Andoriani e Tellariti), hanno i ruoli più evidenti. Mentre la storia della Federazione si evolve nelle serie successive, cominciano ad essere affidati ruoli centrali anche ad altre specie come Boliani, Betazoidi e Trill.

## Sezione 31
Introdotta in Star Trek: Deep Space Nine, la sezione 31 è un'organizzazione che dichiara di proteggere gli interessi della Federazione. Come si apprende in Star Trek: Enterprise, la Sezione 31 nacque intorno al 2140 come ramo top-secret dell'intelligence della Terra Unita e si ispira all'originaria Carta della Flotta Stellare, l'articolo 14, la cui sezione 31 consentiva "l'adozione di misure straordinarie in tempi di estrema minaccia".
Negli anni 2250, aveva persino le proprie insegne che erano riconosciute, un distintivo della Flotta Stellare nero. Negli anni '70 del XXIV secolo, l'esistenza della Sezione 31 era un segreto profondamente sepolto, conosciuto solo da una manciata di persone al di fuori dell'organizzazione stessa.
Forse l'aspetto più oscuro della Sezione 31 era che, mentre era esistita sin dall'inizio della Flotta Stellare, era autonoma, avendo operato per oltre due secoli senza alcuna supervisione o responsabilità di sorta, libera di uccidere quelli che riteneva una minaccia per gli interessi della Federazione. Al tempo della Guerra del Dominio, alcuni ufficiali superiori del Comando della Flotta Stellare sapevano dell'esistenza della Sezione 31, e talvolta lavoravano con loro per servire gli interessi della Federazione. Tuttavia, per motivi di correttezza, tendevano a mantenere il più possibile le distanze dall'organizzazione. Per quanto riguardava la Sezione 31, disponeva di agenti ben introdotti in quasi tutti i livelli, sia del governo della Federazione, che della struttura di comando della Flotta Stellare, permettendogli di effettuare operazioni senza il rischio di essere esposta pubblicamente.

## Compiti della Flotta Stellare
La Flotta Stellare è stata costituita per occuparsi di missioni diplomatiche, scientifiche e militari, anche se il mandato principale appare essere quello dell'esplorazione pacifica. La nave ammiraglia della Flotta Stellare è, in genere, la USS Enterprise (con tale nome sono state battezzate infatti molte navi stellari in successione).
La maggior parte dei membri della Flotta Stellare che effettuano le operazioni giornaliere sono volontari che si sono arruolati. Gli ufficiali di solito sono alti dirigenti e comandanti. La maggior parte degli ufficiali sono addestrati all'Accademia della Flotta Stellare, in un corso quadriennale in cui apprendono nozioni e sviluppano abilità su campi quali i viaggi a velocità curvatura e le tattiche militari, oltre a numerosi altri argomenti, dall'esobiologia alle tecniche di sopravvivenza. I gradi e le mostrine della Flotta Stellare sono ispirati a quelli usati dalla Marina degli Stati Uniti.

## Storia della Flotta Stellare
Come si apprende dalla serie Star Trek: Enterprise, durante i primi anni di esistenza della Flotta Stellare le sue missioni hanno carattere puramente esplorativo e non militare in alcun senso. La funzione bellica è invece affidata al corpo speciale dei MACO. Nel corso degli anni la Flotta adotta un ruolo militare più tradizionale, divenendo il braccio esplorativo e difensivo della Federazione. Come appreso in Star Trek Beyond, i MACO furono sciolti al momento della nascita della Federazione.

## Gradi e distintivi
Vi sono vari gradi e distintivi fittizi della Flotta Stellare, usati nella gerarchia della Flotta Stellare nei film e serie tv di Star Trek.
Il sistema di gradi dell'universo di Star Trek è basato su quelli della United States Navy e della Royal Navy.
Nella prima serie di Star Trek e nel primo film Star Trek del 1979, i gradi sono indicati da strisce sulla manica. Nelle serie tv basate su quella originale, i gradi sono indicati da perni su una tracolla e sulla manica sinistra. Nelle serie più recenti i gradi sono indicati da un numero variabile di pallini o barre sul collo delle uniformi.
Alcune pubblicazioni di Star Trek presentano insegne contraddittorie rispetto a quelle che appaiono nelle varie serie. Ad esempio, la seconda e la terza edizione di The Star Trek Encyclopedia mostrano insegne diverse dei gradi della Flotta Stellare. Inoltre alcune pubblicazioni di Star Trek comprendono gradi aggiuntivi che non si vedono o vengono menzionati nelle serie prodotte.